# Wasusiwakit Phusirit
Wasusiwakit Phusirit (thailändisch วสุศิวกิจ ภูสีฤทธิ์, * 27. Juni 1992) ist ein thailändischer Fußballspieler.

## Karriere
Wasusiwakit Phusirit spielt seit mindestens 2019 beim Rayong FC in Rayong. Wo er vorher gespielt hat, ist unbekannt. 2019 spielte er 33 Mal für Rayong in der zweiten Liga, der Thai League 2. Am Ende der Saison belegte der Club den dritten Tabellenplatz, der zum Aufstieg in die erste Liga berechtigte. Am Ende der Saison 2020/21 musste er mit Rayong als Tabellenletzter in die zweite Liga absteigen. Die Saison 2023/24 wurde er mit Rayong Tabellendritter und qualifizierte sich somit für die Aufstiegsspiele zur ersten Liga. Hier konnte man sich gegen den Nakhon Si United FC durchsetzen und stieg in die erste Liga auf.